# Оренбургска област
Оренбургска област е субект на Руската федерация, в Приволжкия федерален окръг. Площ 123 702 km2 (29-о място по големина в Руската Федерация, 0,72% от нейната територия). Население на 1 януари 2018 г. 1 977 445 души (24-то място в Руската Федерация, 1,35% от нейното население). Административен център град Оренбург. Разстояние от Москва до Оренбург 1478 km.

## Историческа справка
През 1735 г. е основана Оренбургската крепост, около която възниква голямо селище. През 1740 г. селището е преместено на по-удобно място и през 1743 г. е утвърдено за град Оренбург. От 26 декември 1938 г. до 4 декември 1957 г. се нарича Чкалов. През 1781 г. за градове са утвърдени селищата Бугуруслан и Бузулук, а през 1865 г. – град Орск. Останалите 8 града в областта са признати за такива през ХХ в. С Постановление на Президиума на ВЦИК на СССР на 7 декември 1934 г. е образувана Оренбургска област, която от 26 декември 1938 г. до 4 декември 1957 г. носи името Чкаловска област.

## Географска характеристика

### Географско положение, граници, големина
Оренбургска област е разположена на границата между Европейската и Азиатската част на Русия, в Приволжкия федерален окръг. Исторически границата между тях се прекарва по река Урал, но физикогеографски преминава по източното подножие на планината Урал, хребета Мугоджари и река Емба. На запад граничи с Република Татарстан, на север – с Република Башкортостан, на североизток – с Челябинска област и на изток и юг – с Казахстан (1876 km граница). В тези си граници заема площ от 123 702 km2 (29-о място по големина в Руската Федерация, 0,72% от нейната територия).

### Релеф
Територията на Оренбургска област се простира като широка лента по паралела, като заема крайните югоизточни части на Източноевропейската равнина, Южното Предуралие, южните разклонения на планината Южен Урал и крайните южни части на Задуралието. Преобладава равнинния релеф, като на места е значително разчленен. На запад се простира Оренбургската степ и ридовете на възвишението Общ Сърт (височина до 350 – 400 m). На изток преминават меридионалните ридове на ниските Губерлински планини южно продължение на планината Урал|Южен Урал с отделни височини до 500 – 600 m, а далеч на изток са разположени Зауралската равнина (височина до 400 – 450 m) и крайните северозападни разклонения на Тургайското плато.

### Климат
Областта се простира в зоната на степите и частично на лесостепите. Климатът е рязко континентален и засушлив, особено на изток и юг. Зимата е студена, малоснежна, с обичайно ясно и тихо време, нарушавано от епизодични снежни виелици. Лятото е горещо, с чести суховеи. Средната януарска температура се колебае от -14 °C на запад до -18 °C на изток, а средната юлска – от 19 °C на север до 22 °C на юг. Периода с денонощни температури над 10 °C продължава 135 – 145 дни. Годишната сума на валежите се колебае от 450 mm на северозапад до 300 mm и по-малко на югоизток.

### Води
На територията на Оренбургска област протичат 3492 реки (с дължина над 10 km) с обща дължина 31 584 km и принадлежат към 4 водосборни басейна. На северозапад протичат реките Самара (с притока си Голям Кинел) и Сок (леви притоци на Волга), Ик и Дьома (от басейна на Кама, ляв приток на Волга). От север на юг, а след град Орск на изток протича река Урал със средното си течение и притоците си Ор, Илек и Сакмара. От крайните източни части на областта води началото си река Тобол, ляв приток на Иртиш от басейна на Об. Крайната югоизточна част на Оренбургска област е заета от безотточна област. С изключение на районите на юг и югоизток речната мрежа на областта е гъста и разклонена. Реките са със смесено подхранване с преобладаване на снежното (60 – 90%). Водният им режим се характеризира с високо пролетно пълноводие и устойчиво лятно-есенно маловодие, нарушавано от епизодични прииждания в резултат от поройни дъждове. Замръзват в средата или края на ноември, а се размразяват през април.
В Оренбургска област има над 4,7 хил. езера и изкуствени водоеми с обща площ около 690 km2, в т.ч над 880 езера с площ над 10 дка. Голяма част от тях са крайречни (старици), разположени по долините на големите реки. В централните и източни части се срещат карстови езера, а на югоизток са разположени големи солени езера, заемащи затворени безотточи котловини с кръгла форма, предимно с тектонски произход. Най-големите такива езера са Шалкар-Ега-Кар, Айке и др. Поради отсъствието на постоянно подхранване, тяхното ниво е подложено на резки колебания през различните години. Най-големите изкуствени водоеми са Ираклинското водохранилище на река Урал и Сорочинското водохранилище на река Самара.

### Почви, растителност, животински свят
В почвената покривка преобладават черноземните почви: на северозапад и север – излужени и типични ливадни черноземи, по̀ на юг – обикновени и южни черноземи, а в крайния юг – тъмнокафяви почви, частично засолени. Ландшафтът на степните райони е силно изменен. Горският фонд заема 4% от територията на областта, с участъци от широколистни гори на северозапад, крайречни гори по долините на реките и борови гори по пясъчните почви (северно от град Бузулук). Животинския свят е представен от степни, полупустинни и отчасти горски видове: лисица, заек, лалугер, дива свиня и множество видове птици.

## Население
На 1 януари 2018 г. населението на Оренбургска област наброява 1 977 445 души (24-то място в Руската Федерация, 1,35% от нейното население). Гъстота 15,99 души/km2. Градско население 60,38%. При преброяването на населението на Русия през 2010 г. етническия състав на областта е следния: руснаци 1 519 525 души (75,9%), татари 151 492 (7,6%), казахи 120 262 (6,0%), украинци 49 610 (2,5%), башкири 46 696 (2,3%), мордовци 38 682 (1,9%) и др.

## Административно-териториално деление
В административно-териториално отношение Оренбургска област се дели на 13 областни градски окръга, 29 муниципални района, 12 града, всичките с областно подчинение, селища от градски тип няма.
| Административна единица | Площ (km2) | Население (2018 г.) | Административен център | Население (2018 г.) | Разстояние до Оренбург (в km) | Други градове и сгт с районно подчинение |
| ----------------------- | ---------- | ------------------- | ---------------------- | ------------------- | ----------------------------- | ---------------------------------------- |
| Областни градски окръзи |            |                     |                        |                     |                               |                                          |
| І. Абдулино             | 1786       | 26 698              | гр. Абдулино           | 19 353              | 280                           |                                          |
| ІІ. Бугуруслан          | 76         | 50 004              | гр. Бугуруслан         | 49 585              | 516                           |                                          |
| ІІІ. Бузулук            | 63         | 86 316              | гр. Бузулук            | 86 316              | 246                           |                                          |
| ІV. Гай                 | 2986       | 44 895              | гр. Гай                | 35 255              | 330                           |                                          |
| V. Комаровски           | 30         | 7254                | пос. Комаровски        | 7254                | 502                           |                                          |
| VІ. Кувандик            | 5768       | 41 515              | гр. Кувандик           | 24 131              | 194                           |                                          |
| VІІ. Медногорск         | 354        | 27 117              | гр. Медногорск         | 25 610              | 224                           |                                          |
| VІІІ. Новотроицк        | 352        | 95 139              | гр. Новотроицк         | 88 216              | 315                           |                                          |
| ІХ.Оренбург             | 917        | 579 677             | гр. Оренбург           | 564 443             |                               |                                          |
| Х.Орск                  | 1427       | 234 408             | гр. Орск               | 230 414             | 327                           |                                          |
| ХІ. Сол Илецк           | 5200       | 51 526              | гр. Сол Илецк          | 27 279              | 77                            |                                          |
| ХІІ. Сорочинск          | 2819       | 40 857              | гр. Сорочинск          | 27 912              | 170                           |                                          |
| ХІІІ. Ясни              | 3565       | 19 637              | гр. Ясни               | 15 674              | 502                           |                                          |
| Муниципални райони      |            |                     |                        |                     |                               |                                          |
| 1. Адамовски            | 6291       | 27 787              | пос. Адамовка          | 7733                | 478                           |                                          |
| 2. Акбулакски           | 4977       | 25 114              | пос. Акбулак           | 13 918              | 127                           |                                          |
| 3. Александровски       | 3060       | 14 250              | с. Александровка       | 3988                | 158                           |                                          |
| 4. Асекеевски           | 2369       | 18 181              | с. Асекеево            | 5201                | 544                           |                                          |
| 5. Беляевски            | 3688       | 15 915              | с. Беляевка            | 4989                | 110                           |                                          |
| 6. Бугуруслански        | 2838       | 18 158              | гр. Бугуруслан         |                     | 516                           |                                          |
| 7. Бузулукски           | 3799       | 30 326              | гр. Бузулук            |                     | 246                           |                                          |
| 8. Грачьовски           | 1746       | 11 923              | с. Грачьовка           | 6122                | 298                           |                                          |
| 9. Домбаровски          | 3567       | 14 902              | пос. Домбаровски       | 8614                | 422                           |                                          |
| 10. Илекски             | 3600       | 24 050              | с. Илек                | 9760                | 128                           |                                          |
| 11. Кваркенски          | 5184       | 16 095              | с. Кваркено            | 3923                | 478                           |                                          |
| 12. Красногвардейски    | 2891       | 19 224              | с. Плешаново           | 3486                | 227                           |                                          |
| 13. Курманаевски        | 2862       | 15 992              | с. Курманаевка         | 4313                | 281                           |                                          |
| 14. Матвеевски          | 1764       | 10 996              | с. Матвеевка           | 3044                | 600                           |                                          |
| 15. Новоорски           | 2919       | 27 604              | пос. Новоорск          | 11 295              | 365                           |                                          |
| 16. Новосергиевски      | 4532       | 34 930              | с. Новосергиевка       | 13 737              | 118                           |                                          |
| 17. Октябърски          | 2693       | 19 152              | с. Октябърское         | 7701                | 78                            |                                          |
| 18. Оренбургски         | 5022       | 94 116              | гр. Оренбург           |                     |                               |                                          |
| 19. Первомайски         | 5055       | 24 275              | пос. Первомайски       | 6847                | 360                           |                                          |
| 20. Переволоцки         | 2756       | 26 854              | пос. Переволоцки       | 9598                | 73                            |                                          |
| 21. Пономарьовски       | 2069       | 14 076              | с. Пономарьовка        | 5200                | 220                           |                                          |
| 22. Сакмарски           | 2048       | 28 642              | с. Сакмара             | 5030                | 36                            |                                          |
| 23. Саракташки          | 3639       | 39 735              | пос. Саракташ          | 17 588              | 105                           |                                          |
| 24. Светлински          | 5608       | 12 178              | пос. Светли            | 7786                | 522                           |                                          |
| 25. Северни             | 2090       | 12 741              | с. Северное            | 4424                | 586                           |                                          |
| 26. Ташлински           | 3440       | 24 101              | с. Ташла               | 7061                | 260                           |                                          |
| 27. Тоцки               | 3113       | 31 802              | с. Тоцкое              | 6898                | 200                           |                                          |
| 28. Тюлгански           | 1887       | 18 033              | пос. Тюлган            | 9189                | 150                           |                                          |
| 29. Шарликски           | 2877       | 16 598              | с. Шарлик              | 7575                | 148                           |                                          |

|  | Тази страница частично или изцяло представлява превод на страницата „Административно-территориальное деление Оренбургской области“ в Уикипедия на руски. Оригиналният текст, както и този превод, са защитени от Лиценза „Криейтив Комънс – Признание – Споделяне на споделеното“, а за съдържание, създадено преди юни 2009 година – от Лиценза за свободна документация на ГНУ. Прегледайте историята на редакциите на оригиналната страница, както и на преводната страница, за да видите списъка на съавторите. ВАЖНО: Този шаблон се отнася единствено до авторските права върху съдържанието на статията. Добавянето му не отменя изискването да се посочват конкретни източници на твърденията, които да бъдат благонадеждни. |

## Селско стопанство
Отглежда се едър рогат добитък, птици, кози, свине; зърнени култури; слънчоглед и фуражни култури, картофи, зеленчуци.
| хиляди хектара | 6200 | 5569 | 4894,1 | 4454,1 | 3840,2 | 4061,4 | 4196,3 |